# Deuxième bataille de Saint-Dizier
Pour la première bataille du 27 janvier 1814, voir Combat de Saint-Dizier. Pour les articles homonymes, voir Bataille de Saint-Dizier.
Sixième Coalition
Batailles
Campagne de Russie (1812)
- Liste des batailles
- Mir
- Moguilev
- Ostrovno
- Vitebsk
- Kliastitsy
- Smolensk
- 1re Polotsk
- Valoutina Gora
- Moskova
- Moscou
- Winkowo
- 2e Polotsk
- Maloïaroslavets
- Gorodnia
- Czaśniki
- Viazma
- Smoliani
- Krasnoï
- Bérézina

Campagne d'Allemagne (1813)
- Dantzig
- Lunebourg
- Möckern
- Lützen
- Bautzen
- Reichenbach
- Haynau
- Luckau
- Hoyerswerda
- Lauenbourg
- Goldberg
- Gross Beeren
- Katzbach
- Dresde
- Kulm
- Dennewitz
- Peterswalde
- Liebertwolkwitz
- Leipzig
- Hanau
- Sehested
- Torgau
- Hambourg

Campagne de France (1814)
- Sainte-Croix-en-Plaine
- Besançon
- Mayence
- Metz
- Saint-Avold
- 1re Saint-Dizier
- Brienne
- La Rothière
- Campagne des Six-Jours (Champaubert
- Montmirail
- Château-Thierry
- Vauchamps)
- Mormant
- Montereau
- Bar-sur-Aube
- Saint-Julien
- Laubressel
- Berry-au-Bac
- Craonne
- Coutures
- Laon
- Soissons
- Mâcon
- Reims
- Saint-Georges-de-Reneins
- Limonest
- Arcis-sur-Aube
- Fère-Champenoise
- 2e Saint-Dizier
- Meaux
- Claye
- Villeparisis
- Paris

- Feistritz
- Caldiero (en)
- Trieste
- Mincio

- Hoogstraten (de)
- Anvers
- Berg-op-Zoom
- Courtrai

La deuxième bataille de Saint-Dizier a eu lieu le 26 mars 1814 à Saint-Dizier lors de la campagne de France. Elle s'est soldée par la victoire des troupes françaises commandées par Napoléon Ier sur une force de diversion russe dirigée par le général baron Ferdinand von Wintzingerode. Mais Napoléon, en se tournant vers un objectif secondaire, laisse les mains libres aux principales armées coalisées, leur permettant de remporter la bataille de Paris.

## Préparatifs
Après sa défaite d'Arcis-sur-Aube les 20 et 21 mars, Napoléon croit qu'il peut encore inquiéter les alliés et arrêter leur marche vers Paris en coupant leurs lignes de communication ; il compte refaire ses forces en dégageant les 10 000 à 12 000 hommes assiégés dans Metz : il se dirige vers Vitry-le-François en laissant ses maréchaux Marmont et Mortier pour couvrir Paris. Les forces de Napoléon comptent entre 32 000 et 34 000 hommes, fantassins et cavaliers.
Cependant, les alliés sont informés du plan de Napoléon grâce à un courrier qu'il envoie à Marie-Louise et qui est intercepté par les cosaques : « Le 21 [mars], l'armée ennemie s'est mise en bataille, pour protéger la marche de ses armées vers Brienne et Bar-sur-Aube. J'ai pris le parti de me porter sur la Marne, afin de les pousser plus loin de Paris et me rapprocher de mes places. Je dormirai ce soir à Saint-Dizier. »
Le 24 mars, les souverains et les généraux en chef des armées alliées prennent la décision de marcher sur Paris avec l'ensemble de leurs forces. Pour détourner l'attention de Napoléon, ils ordonnent une opération de diversion dirigée par le général Wintzingerode avec plusieurs milliers de cavaliers, de l'infanterie et de l'artillerie en direction de Saint-Dizier. Wintzingerode se met donc en marche et arrive le 25 mars dans la ville. 
Wintzingerode aligne 7 régiments de cavalerie légère, 16 régiments de cosaques, 6 de chasseurs à cheval, 5 batteries d'artillerie à cheval, soit au total 10 000 cavaliers, 800 fantassins et 46 canons ; l'avant-garde, vers Valcourt et Humbécourt, est commandée par Tettenborn et le corps principal, entre Éclaron et Perthes, par Tchernychev.

## La bataille
Le 26 mars, la cavalerie française, comprenant notamment les dragons de l'Impératrice, les chasseurs à cheval et les mamelouks de la Garde impériale, chargent et enfoncent les cosaques russes en avant de Saint-Dizier. Soutenus par l'artillerie à cheval et le 7e corps d'Oudinot, les cavaliers français, continuant leur avance, entrent dans la ville, dispersent les soldats de Wintzingerode complètement surpris qui cherchent à retraiter vers Bar-le-Duc, les poursuivent jusqu'à la nuit, capturant 18 canons et faisant 1 000 prisonniers. Cependant, le régiment des hussards de Pavlograd  parvient à contre-attaquer et à reprendre aux Français une partie des canons perdus. L'arrière-garde russe, commandée par Benckendorff, s'établit en position défensive à la nuit tombée.

## Pertes
Selon une estimation française, les Français déplorent environ 400 morts ou blessés mais ils ont mis hors de combat 1 500 Russes et en ont capturé un millier, ainsi que 18 canons. Selon une estimation russe, les pertes russes s'élèvent à 4 officiers et 334 soldats tués, 26 officiers et 585 soldats blessés, plus 5 canons, 10 fourgons de munitions et un millier de chevaux ; les pertes françaises ne dépassent pas 600 hommes.

## Conséquences

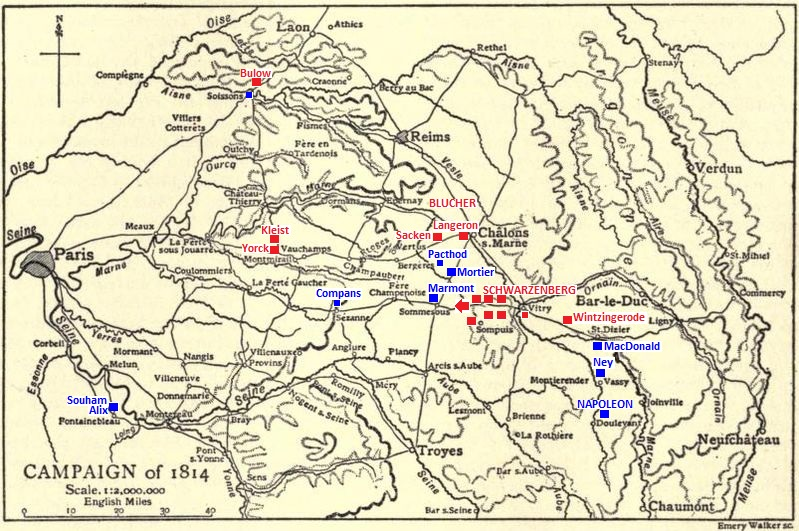
Batailles de Fère-Champenoise (25 mars) et Saint-Dizier (26 mars).

Même si les Français ont remporté un beau succès et restent maîtres du terrain, l'affrontement a permis de retarder Napoléon dans sa marche pour secourir Paris, où foncent désormais les Alliés.